# Reseda elata
Reseda elata är en resedaväxtart som beskrevs av Ernest Saint-Charles Cosson, Amp; Bal. och Muell. Arg. Reseda elata ingår i släktet resedor, och familjen resedaväxter. Inga underarter finns listade i Catalogue of Life.